# Kotlinka pod Snehovým štítom
Kotlinka pod Snehovým štítom nebo Kotlinka pod Snehovým, Kotlina pod Snehovým, Dolinka pod Snehovým štítom ( polsky Śnieźna Przełęcza, Śnieźny Bańdzioch je prostřední z úvalů v uzávěru Čierné doliny, mezi Baraním hrebeňom, úsekem hlavního hřebene Vysokých Tater od Nižné Baranej strážnice po Snehovú strážnicu a její vedlejším hřebenem se Snehovými věžemi. Je situována do Javorové doliny. 

## Název
Je odvozen od polohy pod Snehovým štítem. Poláci rozeznávají v Čierne dolině vedle Barani dolinky a Kotlinky pod Snehovými štítom ještě třetí úval, ve výšce 2100 - 2200 m n. m., který označují názvy Czarny Bańdzioch, popisně Wyżyna pod Czarna Przełęcza, resp. kotlinka pod Čierným sedlom, kotlinka pod Čiernými sedlami. Jde však, jak uvádí Parysky, o bezvýrazný geomorfologický útvar.   